# SA-3导弹

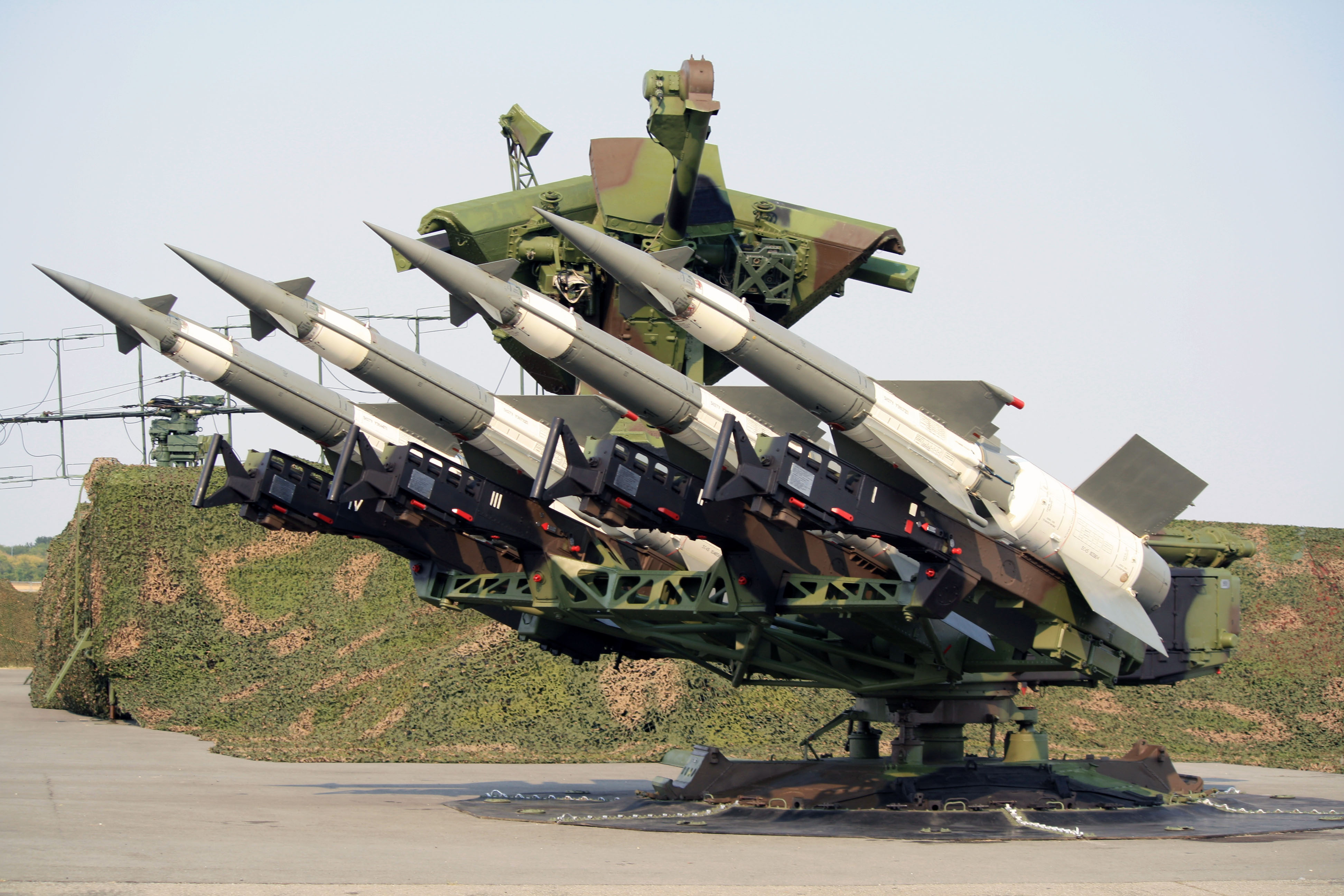
安裝在四聯裝定點發射架上的SA-3導彈又稱為V600地對空導彈系統

S-125 涅瓦河Neva/伯朝拉河Pechora(俄语："Нева"/"Печёра")地对空导弹系统，弹体编号5V24，北约代号：SA-3藏原羚（旧译果阿）"Goa"。苏联第二代地对空导弹系统，用于中低空防空。导弹为5V24 (V-600) 两级固体发动机，无线电指令制导。舰用型为SA-N-1 波浪Volna (Волна - wave)。

## 資料
| 长度     | 5.89M/6.1M  |
| 弹体直径 | 37cm        |
| 有效射程 | 4-15KM      |
| 最大速度 | 3.5M        |
| 有效射高 | 80—12，000M |
| 最大翼展 | 2.08米      |
| 发射重量 | 950千克     |
| 弹头重量 | 60千克      |

## 运输与雷达
发射营包括1个制导站（包括一部制导雷达，采用机电扫描，可同时跟踪6架飞机）和4部双／四联装发射架（1973年起由双联装发射架改造）。
导弹最初是固定部署，后来以双联或四联导轨式发射架，双发由吉尔卡车运送或三发用卡车底盘运送。导弹装填约需半个小时。指令站为固定式或车载。使用三套雷达：
- P-15 平面Flat Face或P-15M(2) 矮小眼睛Squat Eye 380kW C波段目标截获雷达（也用于SA-6与SA-8，作用距离250km），车载。后者装在一个高桅杆上以改进探测低空目标的能力。
- RSN-125 偷襲Low Blow 250kW I/D波段跟踪火控制导雷达（作用距离40km），装在拖车上。
- PRV-11 边网Side Net E波段测高雷达（也用于SA-2、SA-4与SA-5，作用距离28km，最大探测高度32,000m），装在配有封闭车体的拖车上。

## 发展历史
金刚石中央设计局设计。
1961年SA-3系统首先在莫斯科附近部署。此型号北约命名为SA-3A。
1964年重新设计了助推发动机、改进了制导系统的S-125M "涅瓦-M Neva-M" 以及其后的S-125M1 "涅瓦-M1 Neva-M1"入役。此型号北约命名为SA-3B，其海军型北约命名为SA-N-1B.
由于较短的射程与易被干扰得雷达，SA-3已经比较过时了。1999年3月27日南斯拉夫军队在科索沃战争中使用SA-3击落了美国的F-117隐形战斗机。在越南战争与历次中东战争中，SA-3打击低空目标卓有成效。安哥拉也宣称用它击落了四架南非空军的幻影F.1战斗机，而实际只击伤了两架。
改进版的“涅瓦-M”系统使用新的5V27 (V-601)弹体，能够打击面目标，如舰艇。这是由于改进的制导系统允许它使用类似抛物线的弹道对目标俯冲攻击。

## 现代化升级
尽管俄罗斯使用SA-10与SA-12地空导弹系统替换了SA-3，但他们对SA-3仍然做了许多升级改进使之能吸引出口客户。
2000年推出的“伯朝拉-2”系统具有更远的射程、多目标交战能力与更高的击中概率。发射架安装在卡车上使得重新部署用时更短。“伯朝拉-2M”系统能够击落巡航导弹。伊拉克获得了这类升级系统。
2001年，波兰推出了“Newa SC”系统，把SA-3许多模拟制式的电子器件替换为数字式器件，从而提高了电子系统的可靠性与精确性。四联装发射器与制导雷达安装在T-55坦克底盘上以提高机动性，并且增加了敌我识别能力与数据链。
俄罗斯在同一年随后推出了“伯朝拉-M”系统，几乎升级了SA-3的所有方面：火箭发动机、雷达、制导系统、弹头、引信与电子器件。还增加了激光／红外跟踪设备从而在不使用雷达情况下仍可作战。
俄罗斯还研制了S-125的一种型号，把战斗部替换为遥测仪器，用作靶弹。

## 部署
北朝鲜装备了大约32个连的SA-3。此外还拥有SA-2, SA-5与SA-7。
南斯拉夫拥有14个连的SA-3，大约60部发射器。
伊拉克在持久自由行动之前也拥有许多SA-3。
阿尔及利亚、安哥拉、保加利亚、古巴、埃及、埃塞俄比亚、芬兰、匈牙利、印度、利比亚、莫桑比克、秘鲁、波兰、烏克蘭、罗马尼亚、索马里、南也门、叙利亚、坦桑尼亚、越南与赞比亚也拥有SA-3。
海军版的SA-N-1系统配置在克里斯塔I级巡洋舰与卡辛级驱逐舰（艏艉各布置一套双联装系统），肯达级巡洋舰、科特林级防空驱逐舰、卡宁级驱逐舰在艉部布置一套双联发射器。
印度的一些护卫舰也布置了SA-N-1。

## 脚注
1. ↑  . Federation of American Scientists.   [2012-09-16]. （原始内容存档于2012-08-19）.
2. ↑  http://s188567700.online.de/CMS/index.php?option=com_content&task=view&id=131&Itemid=47%5B%5D